# 오트크라드나트 지보트
《오트크라드나트 지보트》(불가리아어: Откраднат живот)는 불가리아의 의학 드라마이다.